# Setaleyrodes vigintiseta
Setaleyrodes vigintiseta là một loài côn trùng cánh nửa trong họ Aleyrodidae, phân họ Aleyrodinae.
Setaleyrodes vigintiseta được Martin miêu tả khoa học đầu tiên năm 1999.